# 马来亚日占时期
馬來亞日佔時期（另稱馬來亞日治時期或馬來亞日據時期）是指二次大戰太平洋战争爆发后，日本军队在1941年12月8日凌晨侵略马来亚并軍事佔領、直到1945年8月日本二戰投降为止的一段时期。在这期间，英属马来群岛（包括马来亚、新加坡、北婆罗洲、砂拉越和汶莱）都先后被日军軍事統治；馬來西亞人俗稱這段時期為「三年零八個月」。

## 背景
马来亚当时是英国的殖民地。英国在马来亚设有远东军司令部和东方舰队以控制远东的殖民地。为了将东亚各国从西方列强的占领下夺取过来，日本决定先攻击具有重要战略地位的英属马来亚，既可以取英国人而代之控制当地，扩大自己的势力，而且可以作为进入荷属东印度（即现在的印度尼西亚）的基地。

## 日本的进攻与英军的溃败

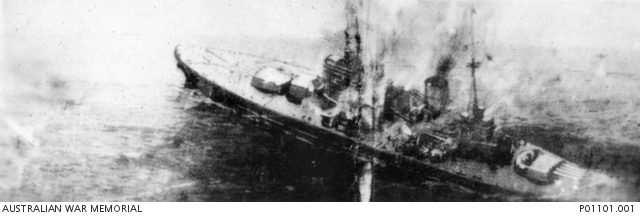
1941年12月14日英軍的威爾斯親王號戰艦被日軍的炸彈和魚雷擊沉

1941年12月8日凌晨，日军突然强行登陆马来亚北部吉兰丹州的哥打巴鲁并发动太平洋战争，马来亚英军总司令部决定抵抗。当天，英日双方激战到夜晚，英军大败，结果日军占领了哥打巴鲁的市区和机场。日军继续进攻，而英军由于缺乏足够准备，再加上训练和装备等问题，而多次败于日军。日军还轰炸了关丹等英军基地和机场，使英国的空军力量受到沉重打击。不久，英国东方舰队就失去了作战能力，而日本则控制了马来亚的制空权和制海权。随后，日军沿马来半岛东西海岸分两路迅速向南推进。英军曾试图在柔佛州阻止日军前进，但未成功。日本陆军在海军配合下于12月31日占领关丹，1942年1月11日攻占马来亚首都吉隆坡。英军全线溃败，损失惨重，被迫于1月31日退守新加坡。至此，日军全面擊败了马来亚的英军，从入侵到占领马来亚共经过了55天。

### 馬來亞的懈怠準備
在日本入侵前夕，英國在整個馬來亞的防禦措施並沒有做好充分的準備。 主要有兩個原因。 首先，由於納粹德國在歐洲戰線的巨大威脅，英國並不太重視整個殖民地的防禦。 在馬來亞，雖然檳城被視為一座堡壘，但在1941年12月11日和12日的兩次日本空襲之前，其並沒有任何防空設施。 另一個合理的原因是英國高估了自身實力，也低估了日本的軍事實力。英國並沒有認真對待日本陸軍、海軍和空軍。 於1941年8月，當地媒體如《檳城公報》充滿信心，呼應了殖民政府的保證，即日本人沒有足夠能力入侵馬來亞。
除了這兩個原因之外，馬來亞社會內部的社會政治因素也進一步促成了馬來亞半島在戰爭前的懈怠準備。 首先，在戰前時期，馬來族群體認為，根據殖民政府的親馬來政策，殖民政府一直是馬來人的合法保護者。因此，在日本入侵前夕，大多數馬來人認為保衛馬來亞不是他們的責任，而是英國人的責任。 此外，他們堅信英國及其盟友可以擊退日本人。因為這種普遍的態度，使馬來人對馬來聯邦和皇家海軍志願預備役等防禦事務沒有積極的回應。 此外，與中國人不同，馬來人較沒有感受到日本入侵所引發的威脅。

## 日軍佔領时期
日軍佔領馬來亞後，為淡化馬來亞的殖民象徵，当局採取措施沖淡本地的華人和英國文化，尤其英國國旗一律取締。当局也为了配合大东亚共荣圈的政策，向人民允諾战后让马来亚独立，并且协助训练了马来人成立武装部队与政府部门菁英。然而日本所進行的嚴格政治管控，與其所承諾之使當地獨立的許諾在整個佔領期間變得矛盾。總的來說，經濟和戰略考量掩蓋了整個東南亞的政策問題。

### 宣傳

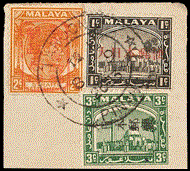
於1943年在廖內群島丹戎檳榔發行的郵票，在日本佔領期間，原屬於荷屬東印度的廖內群島被歸入馬來亞的管轄範圍。

入侵的日軍用「Asia untuk orang Asia」（亚洲属于亚洲人）為口號，以尋求當地馬來人的支持。日軍努力讓當地人相信他們是馬來亞真正的解放者，並將英國宣傳為帝國主義的壓迫者，其目的是壓榨馬來亞的資源。然而，在1943年11月日本舉辦的大東亞會議中，馬來亞、北婆羅洲和東印度（今印尼）都被排除在外，因為日本需要這些地方的重要資源。

### 內政
日本人和台灣人出任了馬來亞的內政與警察機關的領導階層。內政結構與馬來亞戰前的英國殖民時期相似，然而馬來人出任更高階職位的機會提高了，因為英國人皆被免職。大部份英國統治時期的法律與規則持續沿用。日本人允許各個蘇丹繼續維持名義上的統治。
日本對被佔領地區實施了堅定的政治控制，並且迅速地開始管控原材料和經濟市場。 但是在戰爭的緊迫性下，與英國相比，日本不可避免地變得更加嚴厲，促成了嚴重的剝削和對當地經濟的破壞。
對於日本而言，馬來亞之所以重要有兩個原因：經濟與戰略考量。於經濟上，日本的目標在滿足其戰爭需求的基本原料，特別是石油、錫、鋁礦、錳和橡膠。於戰略考量上，馬來亞半島處於東南亞的地理中心位置，透過馬六甲海峽，連接印度洋和太平洋。 因此，馬來亞半島與蘇門答臘島一起被視為日本南洋計畫中的核心區域。 在這種戰略重要性下，馬來亞就像香港一樣被視為日本帝國的永久殖民地。

### 經濟
日本入侵東南亞的目的是獲取自然資源和商品，以繼續進行對中國和同盟國的戰爭。然而日本三年半的佔領，由於暴力剝削以及政治壓迫和屠殺，對當地經濟和社會造成了巨大影響。
戰前馬來亞貿易的一個主要特徵是橡膠和錫的主要進口國為美國，不像與英國有密切貿易關係的印度。於1940年，美國佔馬來亞出口的53%，而英國的份額僅為15%。另一方面，主要的出口國是荷屬東印度，其占馬來亞的進口份額約35%，第二大出口國是暹羅（15%），而英國的份額僅為14%，美國為5%。從荷屬東印度公司進口的貨物約有一半是橡膠和錫，然而這些物資會從馬來亞再次被出口到其他地區。馬來亞進口的貨物約70%是原材料，最大的一項是稻米，主要來自暹羅和緬甸。馬來亞國內的稻米生產僅供應消費量的21-43%（平均35%），三分之一的消費須依賴進口。由前可看出，馬來亞之經濟十分依賴貿易，故當其遭受貿易限制時，例如在遭日本佔領後，馬來亞僅限於和其他南方地區和軸心國進行貿易，並且僅得向日本出口商品，於此，將會對其經濟造成嚴重之損害。而在1941年日本與英國的關係惡化時，馬來亞與日本之間的貿易量縮減至不到一半，而在1942年戰爭爆發後，其與日本之貿易額急劇下降，且即使在日本佔領後，馬來亞與日本的貿易已恢復到1940年之水平，它也僅是戰前馬來亞總貿易額的5%，可見日本仍無法負荷整個馬來亞的貿易額。

### 對華人的政策
日本陸軍總參謀部於入侵前做出的兩份機密文件中，著重地了解了南洋華人的經濟實力、規劃如何迅速地讓華人在戰爭結束後回到原崗位並儘快恢復經濟活動，進而以此誘導華人投資主要行業，利用華人的設施來收集並分配零售商品，並引導華人所開辦的銀行配合日本的貨幣和經濟政策。這些戰前政策中顯示了在佔領初期日本對華人的優待，以此種安撫措施，消除他們的恐懼，利用他們的能力和資源來實現日本統治下的政治經濟新秩序。
在三年半的佔領期間裡，日本對馬來亞華人的政策方針發生多次轉向，從溫和轉變成鎮壓，又從鎮壓轉變為溫和。
戰前制定的政策似乎是溫和的，但措辭使用的模糊允許其有一些政策上的靈活性。而由於華人多忠於中國、對英國友好且普遍敵視日本，他們長期從事抗日運動、抵制日貨和戰時顛覆活動，使得軍方對華人的看法變得強硬。在新加坡淪陷後，日本軍方採取的首批報復行為之一便是對華人社群的肅清。此對華人的殘酷清洗使其族群留下了難以抹滅的傷痕，促使許多華人加入共產黨主導的游擊隊。
渡邊渡基於其與中國當地華人交流的經驗，決定施行先是鎮壓，再進行安撫的政策。這項政策的一個例子是以一筆5000萬美元的贊助意圖搏取華人的支持，但是他嚴重失算了，另一方面，抗日游擊隊宣傳日本的殘酷行為，以贏得支持，故馬來亞華人普遍變得冷漠和不情願與殖民政府合作。華人這種頑強和不妥協的態度，與馬來人的普遍合作態度形成鮮明對比，引來了更嚴厲的鎮壓。兩個族群對佔領態度的差異也使馬來人成為「日本人選擇的工具」，此一結果在一些華人眼中，似乎是一種分裂的政策，最後使得華人和馬來人之間的衝突加劇。
隨著不斷惡化的戰爭局勢，以及當局渴望建立經濟自給自足的馬來亞之目標，迫使當局對華人政策轉變得溫和以尋求合作。因此，如何管理華人以促進雙方的合作，成為當局的核心問題之一。為此，當局開放匯兌，任命更大比例的華人參加諮詢委員會以承認其重要性，並放寬日本公司的壟斷地位，允許華人參與經濟事務等。贏得了大部分檳城華人社群的支持。不幸的是，這只是有限的成功，之後因為其他軍事謀算而中斷。
華人政策的困難在於日本人想大量利用華人族群的資源和人才，但給他們的回報卻很少。日本當局並未全面了解華人，只把他們當成只從賺錢中找到生活滿足感的「經濟動物」，因此，其認為華人只要能從商業中獲利，就可以與日本人合作。另一個困難是當局政策的矛盾，一方面，當局宣佈了溫和的政策，另一方面，又施行了鎮壓政策，此種矛盾的政策導致華人對日本人的不信任。

### 泰國併吞馬來四邦
1943年7月，日本首相東條英機宣佈吉打、玻璃市、吉蘭丹和登嘉樓等馬來土邦將歸還給泰國，以履行泰國和日本之間於1941年12月21日簽訂的〈日泰攻守同盟條約〉。泰國將吉打州納為榕市府（ไทรบุรี），其他三邦照原名設府，從1943年10月18日起一直統治馬來四邦直到日本投降後還給英國。這段時間日軍和日本憲兵隊一直駐守在這四邦。

### 糧食短缺
馬來亞當時的主要糧食稻米特別仰賴進口。於戰爭爆發前，馬來亞仰賴從泰國和緬甸進口的稻米，而國內生產僅供應當地需求的三分之一。在1942年秋季之後，由於戰爭局勢惡化、鐵路和海運服務無法維持穩定，以及泰國稻米產量受洪水影響，稻米供應大幅低於戰前的進口水平。
糧食的供應對當地人民來說是一個重大問題。然而，日本本土也面臨嚴重的食品和商品短缺，因此日本並無法向殖民地提供這些物資。1942年馬來亞稻米進口量縮減至37.5萬噸，約為1940年的一半。進口量在1943年減少至22.9萬噸，1944年進一步減少至9.4萬噸。1945年1月至7月間，進口量僅為1.2萬噸。日本殖民政府控制了稻米價格，並通過農會體制減少了口糧配給。例如，雪蘭莪州政府將1943年1月底男性口糧配給從慷慨的36公斤減少到17公斤。日本在1944年初指示殖民地實現糧食自給自足。日本政府鼓勵當地人民增加糧食生產，試圖通藉由更多的空地利用來促使人們種植糧食作物，後來又嘗試進行雙季稻作實驗，並將人們從城鎮遷移到農村地區，以利於人們種植供自己溫飽的食物。但嚴重的食物短缺使得當地社會無法取得足夠的食物，營養不良也導致死亡率大幅上升，而直到戰爭結束前，馬來亞仍然沒有獲得糧食援助。

### 行政区划
日本占领当局把马来亚更名为马来，建立军政监部。下辖吉打、霹雳、雪兰莪、森美兰、彭亨、吉兰丹、丁加奴、马六甲、柔佛、彼南10个州和1个昭南特别市。

## 戰後

### 遣返
日本戰敗後，於1945年10月，留在馬來亞、爪哇、蘇門答臘和緬甸的日軍士兵，被送往倫龐島（原先被日軍改稱為高良島）和加朗島（原先被日軍改稱為榮島），等候遣返回日本。日本帝國陸軍中將石黑貞蔵在五名英國官員的監督下，被盟軍指派為加朗島待遣送日軍的管理人。有超過二十萬名日軍士兵在這座島中轉。前憲兵隊隊員在該島上不受歡迎，其他日軍士兵會搶他們被分配到的香菸。1946年7月，最後一批日軍士兵離開該島

## 後續影響

### 日本佔領對馬來亞獨立的影響
日本帝國陸軍在太平洋戰爭初期的成功打破了歐洲看似無懈可擊的軍事力量和文化統治。而一個表面上屬於亞洲取向的新殖民宗主國，讓馬來亞人民抱著繁榮的希望且對獨立的渴望也愈發強烈。日本佔領時期標誌著馬來民族主義發展中的一個關鍵點 ，像是日本在戰時所宣傳之消除西方帝國影響以此恢復「亞洲屬於亞洲人」的目標，也加速了馬來亞獨立的進程。

## 评价
马来西亚前首相马哈迪·莫哈末于2011年的著作《医生当家：敦马哈迪医生回忆录》评论称：“许多马来亚人，尤其是华人被处死，我们害怕他们会强奸我们的妇女并杀死男人。许多年轻女性急忙把头发剪得极短，并躲在房子脆弱的天花板上。然而日军显然忙着打仗，我们所担忧的大部分恐怖事件并没有发生。但是在整个日治时代，我们都是活在日本军警的阴影下。他们扣留那些被怀疑是间谍、支持敌人、或参与抗日游击队的人。在被占領之前，一些参与协助中国人对抗日本人的人被扣留。日本军警最喜欢的虐待方式是用高压水管强灌囚犯喝水，肚子会因此膨胀，而他们这时就猛踩囚犯的腹部，使他把水呕吐出来。重复几次后，囚犯若仍未被折磨死，他必然会招供。”